# Ryska kyrkan, Visby
Ryska kyrkan, eller S:t Nikolaj var en kyrkobyggnad (ruin) i Visby i Visby stift på Gotland.

## Historia och bakgrund
Det tidigaste skriftliga belägget för en rysk handelsgård i Visby är från 1259, men förmodligen har den funnits där sedan mitten av 1100-talet, samtidig med att gutarna övertog ”Farmannagården” i Novogorod. När stenkyrkan uppförts är dock osäkert, men sannolikt någon gång strax efter gårdens etablerande.
Den ryska handelsgården var en del av ett större handelsnätverk mellan Visby och Novgorod, vilket var viktigt för Hansans östliga handelskontakter. Den ryska kolonin i Visby hade juridisk immunitet och en egen kyrka, eftersom ortodoxa köpmän inte deltog i de katolska mässorna i stadens övriga kyrkor.
Kyrkan övergavs omkring 1400, troligtvis efter en brand, och den ryska närvaron i Visby avtog därefter.

## Kyrkobyggnaden
Kyrkan tros ha varit en liten stenkyrka uppförd i slutet av 1100-talet, invigd till S:t Nikolaj, sjöfararnas och köpmännens skyddshelgon. Den hade sannolikt en rektangulär plan, cirka 11×7 meter, med ett långhus och kor, och pelare som bar upp ett kupoltorn. Arkeologiska fynd visar även ett kvadratiskt stenaltare och gravar med liljestenar, typiska för medeltida Sverige.

## Utgrävningar och lämningar

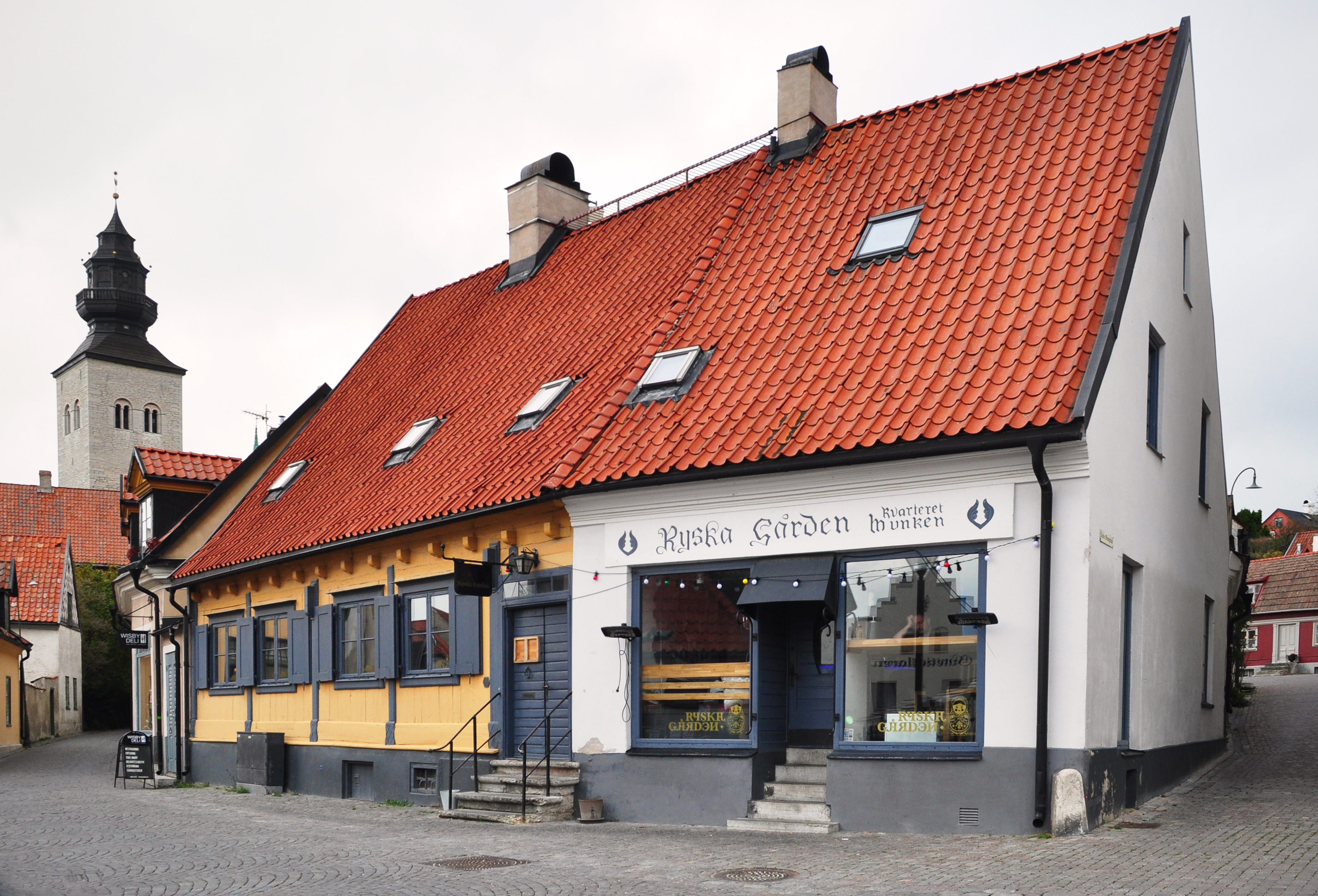
Murverk till Ryska kyrkan och delar av dess kyrkogård påträffades vid arkeologiska undersökningar på 1970-talet.

Vid Stora torgets i Visby nordöstra hörn gjordes en utgrävning 1971, varvid man hittade grundmurar och pelarfundament som tros ha tillhört ryska kyrkan. Fastigheten fick då namnet ”Ryska gården”. 
Det var först på 1900-talet som historiska dokument återupptäcktes och kyrkans läge identifierades.

## Kulturarv och bevarande
Det finns endast ruiner kvar av kyrkan, men platsen är av stort kulturhistoriskt intresse och symboliserar kontakterna mellan Gotland och det ryska handelsområdet. Besökare kan ta del av guidade turer vid platsen som visas upp av Gotlands museum.